# Combat de Tessit (2022)
Pour les articles homonymes, voir Combat de Tessit.
Guerre du Mali
Batailles
Le combat de Tessit se déroule le 7 août 2022 pendant la guerre du Mali. 

## Contexte
La ville de Tessit se situe dans la région des « Trois frontières », près du Burkina Faso et du Niger. Les djihadistes du Groupe de soutien à l'islam et aux musulmans, affiliés à al-Qaïda, et de l'État islamique dans le Grand Sahara y sont particulièrement actifs et s'en disputent le contrôle. En 2021, une attaque de l'État islamique près du camp militaire avait notamment causé la mort de 33 soldats maliens.
L'État islamique dans le Grand Sahara est également depuis plusieurs mois en offensive contre l'armée malienne et les miliciens touaregs du MSA-GATIA dans la région de Ménaka.

## Déroulement
Le 7 août 2022, le camp militaire de Tessit est attaqué par des djihadistes de l'État islamique dans le Grand Sahara. 
D'après RFI, les djihadistes auraient infiltré l'intérieur du camp avant de lancer l'attaque. Dans un premier temps, les assaillants tirent des obus de mortier par l'est, position la moins défendue du camp. Les djihadistes mènent ensuite des assauts sur les deux autres côtés du camp. Ils parviennent à y pénétrer et en repartent en emportant une grande quantité de matériel militaire. 
Selon l'armée malienne, l'attaque est vraisemblablement commise par les djihadistes de l'État islamique dans le Grand Sahara, qui bénéficient d'« d'un appui de drones et d’artillerie avec un usage d’explosifs et de véhicule piégé ». Dans un communiqué, elle affirme que « des opérations clandestines et non coordonnées de survol ont été enregistrées par les forces armées maliennes, hier, dimanche et aujourd’hui, confirment la thèse que les terroristes ont bénéficié d’un appui majeur et d’une expertise extérieure », accusant, sans la nommer, la France d'avoir aidé les djihadistes.
Par la suite, le ministre des Affaires étrangères maliennes, Abdoulaye Diop, affirme qu'un hélicoptère Chinook a été surpris par les renforts militaires maliens en route sur Tessit et s'est enfui en prenant de l'altitude alors qu'il semblait venir des lieux de l'attaque. L'armée française ne dispose cependant d'aucun hélicoptère Chinook, les seuls appareil de ce type au Mali étant utilisés par les Britanniques.

## Pertes
Le 8 août, l'armée malienne donne un bilan de seulement quatre militaires, deux civils et cinq djihadistes tués.
Le matin du 9 août, l'armée malienne revoit son bilan à la hausse et annonce au moins 17 morts, 22 blessés et neuf disparus dans ses rangs, ainsi que quatre civils tués. Parmi les civils tués figurent plusieurs élus locaux. Du côté des djihadistes, elle donne un bilan de sept tués. 
Le même jour, le journaliste Wassim Nasr donne pour sa part un bilan de plus de 30 militaires et 10 civils tués.
Le 10 août, le bilan passe cependant à 42 morts d'après un document officiel listant nominativement les militaires décédés, authentifié par plusieurs hauts responsables militaires à l'AFP.
Ce bilan est confirmé peu après par l'armée malienne, qui fait état de 42 morts et 22 blessés. Le nombre des djihadistes tués est également élevé à 37.
L'ONG Armed Conflict Location and Event Data project (Acled) confirme le bilan de 42 morts militaires et fait également état de 10 civils tués.
La junte malienne décrète trois jours de deuil national.
Il s'agit alors de l'attaque la plus meurtrière commise contre les Forces armées maliennes depuis 2019 avec l'attaque d'Indelimane,.